# Helmut Schnatz
Helmut Schnatz (* 1933 in Koblenz) ist ein deutscher Germanist und Geschichtswissenschaftler, der mehrere Bücher zum Thema Luftkrieg im Zweiten Weltkrieg verfasst hat.

## Leben
Seine Mutter Wilhelmine Schnatz zog mit ihm und seiner Schwester am 15. Oktober 1944 von Koblenz nach Boppard, um sich vor befürchteten weiteren Luftangriffen zu retten. Dort wurde der 11-Jährige am 6. November 1944 Augenzeuge des ersten der Luftangriffe auf Koblenz, die er Jahrzehnte später wissenschaftlich erforschte.
Schnatz studierte Germanistik und Geschichte an der Rheinischen Friedrich-Wilhelms-Universität Bonn und der Philipps-Universität Marburg und promovierte in Germanistik. Er unterrichtete bis 1995 an Gymnasien in Bitburg, Linz am Rhein, Buenos Aires, Boppard und Koblenz. Über 40 Jahre erforschte er Gefechtsberichte von deutschen und alliierten Verbänden und veröffentlichte Bücher und Aufsätze dazu, so dass er heute als führender Experte dafür gilt. Er arbeitet auch mit dem Kampfmittelräumdienst zusammen. Er widerlegte Gerüchte, dass Tieffliegerangriffe auf Menschen die Luftangriffe auf Dresden am 13. und 14. Februar 1945 begleiteten, als Legenden. Damit stieß er bei der Vorstellung seiner Ergebnisse im Jahr 2000 in Dresden auf Proteste.
Schnatz war Mitglied der Historikerkommission, die von 2004 bis 2009 alle verfügbaren Quellen zu den Opferzahlen der Luftangriffe auf Dresden auswertete. Seine Aufgabe war, die Mengen an Abwurfmunition der RAF über deutschen Städten, die absoluten Zahlen der dadurch verursachten Todesopfer und die Rate an Todesopfern pro Tonne Abwurfmunition zu ermitteln. Damit sollte ein realistischer Rahmen für die mögliche Todesrate bei den beiden Luftangriffen der RAF am 13. Februar 1945 ermittelt werden. Andere Historiker der Kommission haben die mündliche Tradition von angeblichen Tiefflugangriffen nochmals mit neuen Methoden, unter anderem Munitionssuche auf Dresdner Freiflächen, untersucht. Sie bestätigten dabei das auf RAF-Akten gestützte Forschungsergebnis von Schnatz: Bei den Nachtangriffen des 13. Februar könne es keine Tiefflugangriffe gegeben haben, die mündliche Überlieferung dazu habe andere Ursachen. Das Fachbuch von Schnatz Tiefflieger über Dresden? (2000) sowie sein Aufsatz Die Zerstörung der deutschen Städte und die Opfer wurden von der Kommission ausgewertet.

## Veröffentlichungen
- als Herausgeber: Päpstliche Verlautbarungen zu Staat und Gesellschaft. Originaldokumente mit deutscher Übersetzung (= Texte zur Forschung. Bd. 12). Wissenschaftliche Buchgesellschaft, Darmstadt 1973, ISBN 3-534-04645-5.
- Die Stellung der Stadt Koblenz in der alliierten Bomberoffensive des Spätjahres 1944. In: Jahrbuch für westdeutsche Landesgeschichte. Bd. 1, 1975, ISSN 0170-2025, S. 373–403.
- Der Luftkrieg im Raum Koblenz 1944/45. Eine Darstellung seines Verlaufs, seiner Auswirkungen und Hintergründe (= Veröffentlichungen der Kommission des Landtages für die Geschichte des Landes Rheinland-Pfalz. Bd. 4). Boldt, Boppard am Rhein 1981, ISBN 3-7646-1774-8.
- Zu den Luftangriffen auf Trier, Ehrang, und Konz-Karthaus 1944/45. In: Heinz-Günther Borck (Hrsg.): Festschrift für Franz-Josef Heyen zum 65. Geburtstag (= Jahrbuch für westdeutsche Landesgeschichte. Bd. 19, ISSN 0170-2025). Verlag der Landesarchivverwaltung Rheinland-Pfalz, Koblenz 1993, S. 555–600.
- Tiefflieger über Dresden? Legenden und Wirklichkeit. Böhlau, Wien u. a. 2000, ISBN 3-412-13699-9.
- Der Luftkrieg über Absurdistan. Mythenbildung, Rezeption und Augenzeugenreaktionen in der Luftkriegsgeschichte des Zweiten Weltkriegs. In: Informationen für den Geschichts- und Gemeinschaftskundelehrer. H. 70, 2005, ISSN 0930-7672, S. 16–33.
- Die vergleichende Ermittlung von Todesopfern der britischen Luftangriffe (area bombings) auf deutsche Städte. In Rolf-Dieter Müller (Hrsg.): Die Zerstörung Dresdens 13. bis 15. Februar 1945. Gutachten und Ergebnisse der Dresdner Historikerkommission zur Ermittlung der Opferzahlen (= Hannah-Arendt-Institut für Totalitarismusforschung. Berichte und Studien. Nr. 58). V & R Unipress, Göttingen 2010, ISBN 978-3-89971-773-0, S. 101–118.
- Der Luftangriff auf Swinemünde am 12. März 1945. In: Der Golm und die Tragödie von Swinemünde. Kriegsgräber als Wegweiser zwischen Vergangenheit und Zukunft. Nordlicht-Verlag, Karlshagen 2011, ISBN 978-3-9809640-6-7, S. 169–188.